# Impacto socioeconómico de la educación femenina
El impacto socioeconómico de la educación femenina constituye una área significativa de investigación dentro del desarrollo internacional. Los aumentos en la cantidad de educación femenina en las regiones tienden a correlacionarse con niveles altos de desarrollo. Algunos de los efectos están relacionados con el desarrollo económico. La educación de las mujeres aumenta los ingresos de las mujeres y produce el crecimiento del PIB. Otros efectos están relacionados con el desarrollo social. Educar a las chicas produce un número de beneficios sociales, incluyendo muchos relacionados con el empoderamiento de las mujeres.

## Investigación
La investigación reciente en desarrollo humano ha establecido un fuerte vínculo entre la educación de las mujeres y el desarrollo internacional. El desarrollo internacional es una disciplina académica centrada en el progreso social y económico en regiones empobrecidas. En particular, los investigadores intentan determinar qué factores explican las diferencias en los índices de desarrollo. La educación de las mujeres es una de las variables explicativas importantes detrás de los índices de desarrollo social y económico, y se ha comprobado que existe una correlación positiva con ambos. Según el notable economista Lawrence Summers, “la inversión en la educación de las chicas bien puede ser la inversión con mayor retorno disponible en los países en vías en desarrollo.” Terminar con la disparidad de género es también uno de los Objetivos de Desarrollo del Milenio. de la ONU

### Medición
Hay múltiples formas con las que los investigadores miden los efectos de la educación de las mujeres en el desarrollo. Típicamente, los estudios se preocupan por la brecha de género entre los niveles de educación de chicos y chicas y no simplemente por el nivel de la educación de las mujeres. Esto ayuda para diferenciar entre los efectos concretos de la educación de las mujeres y los beneficios de la educación en general. Hay que tener en cuenta que algunos estudios, particularmente los más viejos,  solamente se centran en los niveles de educación total de las mujeres. Una manera para medir niveles de educación es analizar el porcentaje de graduados de cada género en cada etapa de escolar. De igual forma, una manera más exacta es analizar el número medio de años de escolarización que reciben los miembros de cada género. Una tercera aproximación utiliza los índices de alfabetización para cada género, ya que la alfabetización es uno  de los objetivos más urgentes y principales de la educación. Esto proporciona una idea no solo de cuánta educación se recibió sino de cómo ha sido de eficaz.
La forma más común de medir el desarrollo económico es observar los cambios en el crecimiento del PIB. Para asegurar que mantienen conexión, las correlaciones son comparadas con las de países diferentes y a través de diferentes periodos de tiempo. Típicamente el resultado obtenido es un efecto medio relativamente estable, a pesar de que la variación con el tiempo también puede ser medida. Los beneficios de la educación a un sujeto también pueden ser analizados. Esto se hace primero midiendo el coste de educación y la cantidad de ingresos que habría ganado durante los años en los que ha estado matriculado en la escuela. La diferencia entre la suma de estas dos cantidades y el aumento total en los ingresos debido a educación es el retorno neto.

## Efectos en el desarrollo económico
Tanto los individuos como los países se benefician de la educación de las mujeres. Los individuos que invierten en educación reciben un beneficio monetario neto durante toda su vida. Según Harry Patrinos, director de economía de la educación en el Banco Mundial, “la rentabilidad de la educación, según las estimaciones de índice privado de retorno, es indiscutible, universal, y global.” El principio tiene cabida particularmente para el caso de las mujeres, quienes pueden esperar un 1.2% de retorno más alto que los hombres en los recursos que invierten en educación. Proporcionando un año extra de educación a las chicas sus sueldos aumentan en un 10-20%. Este aumento es un 5% más alto que el retorno correspondiente a proporcionar un año extra de escolarización a un chico.
Este beneficio monetario individual crea un aumento en la productividad económica global de un país. Las chicas están infrarrepresentadas en la escolarización, lo que significa que las inversiones dirigidas específicamente a educar a las mujeres tendrían que producir dividendos más grandes. A pesar de esto, la inversión en la educación de las mujeres no está presente en todas partes. David Dollar y Roberta Gatti han presentado hallazgos que muestran que esta decisión, junto con otros fracasos al invertir en las mujeres no son “una elección económica eficaz para países en vías de desarrollo” y que "los países que invierten menos de lo necesario crecen más despacio.” Mirando holísticamente el coste de la posibilidad de no invertir en chicas, el crecimiento de PIB perdido total está entre el 1.2% y el 1.5%. Cuando miramos en diferentes regiones, se ha estimado que el 0.4-0.9% de la diferencia en el crecimiento del PIB responde solo a diferencias en la brecha de género en educación. El efecto de la brecha de género educativo es más pronunciado cuando un país es solo moderadamente pobre. Por ello el incentivo para invertir en mujeres aumenta como movimiento cuando un país sale de la pobreza extrema.
Además de crecimiento económico total, la educación de las mujeres también aumenta la equitatividad de la distribución de riqueza en una sociedad.El aumento de la educación de las mujeres es importante para conseguirlo si se dirige a las mujeres empobrecidas, un grupo particularmente desfavorecido. Hay también evidencias de que una menor disparidad de género en el éxito educativo para un país en vías de desarrollo correlaciona con una disparidad de ingresos global más baja dentro de la sociedad.

## Efectos en el desarrollo social
La educación de las mujeres conduce a un desarrollo social significativo. Algunos de los beneficios sociales más notables incluyen el descenso de los índices de fertilidad y tasas de mortalidad infantil más bajas e índices de mortalidad maternales más bajos. Eliminando la brecha de género en la educación también aumenta igualdad de género, considerada importante tanto por sí misma como porque  asegura oportunidades y derechos iguales para las personas sin tener en cuenta su género. La educación de las mujeres también tiene beneficios cognitivos para las mujeres. Las capacidades cognitivas mejoradas aumentan la calidad de vida para mujeres y también conducen a otros beneficios. Un ejemplo de esto es el hecho que las mujeres educadas son capaces de tomar mejores decisiones relacionadas con la salud, tanto para ellas mismas como para sus niños. Las capacidades cognitivas también traducen a un aumento en la participación política entre mujeres. Las mujeres educadas son más propensas a comprometerse en participación cívica y a atender a reuniones políticas, y  hay varios casos en los que las mujeres educadas han sido capaces de obtener beneficios por sí mismas en los países en vías de desarrollo a través de movimientos políticos. La evidencia también señala a una mayor probabilidad de gobierno democrático en países con mujeres bien educadas.
También existen beneficios relacionados con el rol de la mujer en la casa. Se ha encontrado que las mujeres educadas experimentan menos violencia doméstica, sin que importen otros indicadores de estado social como el estado de ocupación. Las mujeres con una educación están también más implicadas en el proceso de toma de decisiones de la familia y declaran que toman más decisiones durante un periodo de tiempo dado. En particular, estos beneficios se extienden a las decisiones económicas. Además del valor intrínseco del aumento de la acción de una mujer, que las mujeres jueguen una función más activa en el familiar también da lugar a beneficios sociales para los miembros de la familia. En una casa donde la madre está educada, es más probable que los niños y especialmente las chicas atiendan a la escuela. En casas donde una madre no está educada, los programas de alfabetización de adultos pueden ayudar indirectamente para enseñar a las madres el valor de la educación y animarlas para enviar sus niños a escuela. Hay también un número de otros beneficios para los niños asociados con tener una madre educada por encima de tener un padre educado, incluyendo índices de supervivencia más alta y mejor nutrición.

## Limitaciones del impacto
Hay algunos casos en que la educación de las mujeres tiene menos efecto sobre el desarrollo. Económicamente, los beneficios de invertir en las mujeres son mucho más pequeños en áreas enfrentadas a altos niveles de pobreza. También, en algunos casos la educación que reciben las mujeres es de una calidad muy inferior a la que reciben los hombres, bajando su efectividad. Este fenómeno puede ser acompañado por el llamado currículo oculto en las escuelas, donde ciertos valores están reforzados. El énfasis en la superioridad de los chicos puede causar que mujeres educadas pasen por alto oportunidades económicas a favor de trabajos tradicionalmente femeninos con bajos sueldos, con consecuencias económicas y sociales pobres. Hay también situaciones en las cuales la educación de las mujeres ayuda al desarrollo a gran escala pero es ineficiente para una familia. En sociedades donde las mujeres son objeto de matrimonios concertados y dejan la familia mientras que los hombres permanecen y cuidan de sus padres, invertir en los hijos es más valioso para los padres. Además, mientras que la inversión en la educación de las mujeres tiene un retorno global más alto cuando se analizan todos los niveles de educación, durante la escuela primaria la inversión en los hombres tiene un índice más alto de retorno. Esto genera incentivos a familias que solo están planificando enviar a sus niños a la escuela primaria para invertir en la educación de sus hijos por encima de la educación de sus hijas. Socialmente, los roles sociales de género pueden reprimir la capacidad de la educación de las mujeres para mejorar la igualdad de género para las mujeres. Este es particularmente el caso en que la educación para las mujeres es visto culturalmente solo como una herramienta para hacer a las mujeres esposas más atractivas.
Algunos investigadores no dicen que la educación de las mujeres necesariamente tiene un efecto pequeño en el desarrollo, pero en cambio cuestionan las metodologías de investigación que muestran que  tiene un efecto mesurable. Un problema que los investigadores reconocen es la dificultad en comparar niveles de educación. El mismo número de años de escolarización en dos países diferentes puede tener muy diferente contenido educativo. De modo parecido, qué se denomina "escuela primaria" puede variar ampliamente en diferentes países. También, mientras que la información sobre la educación que existe en países desarrollados es extensa, solo existen datos disponibles para un pequeño número de países en vías de desarrollo. Esto trae a cuestionar hasta qué punto los resultados pueden ser generalizados para todos los países  en vías desarrollo. Además, mientras los beneficios económicos puros son relativamente incontrovertidos,  hay alguna discrepancia sobre cómo medir los beneficios sociales, con alguna variabilidad entre estudios.